# 3 Интернационал (Алтайский край)
 3 Интернационал или III Интернационал — посёлок в Каменском районе Алтайского края. Входит в Верх-Аллакский сельсовет.

## География
Село относится к числу населённых пунктов, расположенных в труднодоступных местностях .
Улицы:
В селе 2 улицы: Интернациональная и Новая, на которых, согласно переписи 2013 года, проживали 4 человека. По данным администрации Каменского района, численность населения на 01.01.2019 составила 76 человек.
Ближайшие населённые пункты:
Верх-Аллак 4 км, Родина, 8 км, Столбово 9 км, Аллак 9 км, Духовая 11 км, Ключи 12 км, Михайловка 12 км.

## История
Основан в 1920 году. В 1928 году коммуна Третий интернационал состояла из 10 хозяйств, основное население — русские. В составе Верх-Аллакского сельсовета Каменского района Каменского округа Сибирского края.

## Население
| 1926 | 1997 | 1998 | 1999 | 2000 | 2001 | 2002 | 2003 | 2004 | 2005 | 2006 | 2007 |
| ---- | ---- | ---- | ---- | ---- | ---- | ---- | ---- | ---- | ---- | ---- | ---- |
| 42   | ↗129 | ↗130 | ↘117 | ↘116 | ↗117 | ↗118 | ↗120 | ↗129 | ↘109 | ↘101 | ↘98  |
| 2008 | 2009 | 2010 | 2011 | 2012 | 2013 |      |      |      |      |      |      |
| ↗99  | ↘88  | ↘80  | ↘4   | ↗5   | ↘4   |      |      |      |      |      |      |

## Инфраструктура
В связи с небольшой численностью населения, жители используют коммунальные и прочие услуги предприятий, расположенных в селе Верх-Аллак:  АТС, участок северных электрических сетей,  Верх-Аллакское отделение связи, «Верх-Аллакская НОШ» филиал МКОУ «Столбовская СОШ», МКДОУ «детский сад «Солнышко», Верх-Аллакский сельский Дом культуры МБУК «КИЦ» Каменского района. В посёлке есть ФАП.